# Schizochilus bulbinella
Schizochilus bulbinella är en orkidéart som först beskrevs av Heinrich Gustav Reichenbach, och fick sitt nu gällande namn av Harry Bolus. Schizochilus bulbinella ingår i släktet Schizochilus och familjen orkidéer. Inga underarter finns listade i Catalogue of Life.